# Arkadij Naiditsch
Arkadij Naiditsch (Riga, 1985. október 25. –) lett származású német, majd azerbajdzsán sakkozó, 2001 áprilisa óta nemzetközi nagymester. (A cím legfiatalabb lett megszerzője volt.)
2002-ben, 17 éves korában döntetlenre zárult nyolcjátszmás páros mérkőzése a korábbi világbajnokjelölt Jan Timman ellen Dortmundban.
2005-ben ugyanott ért el feltűnést keltő sikert, amikor megnyerte a Dortmundi Sparkassen-sakkversenyt, olyan játékosokat előzve meg, mint Loek Van Wely, Veszelin Topalov, Peter Szvidler, Vlagyimir Kramnyik, Michael Adams, Etienne Bacrot és Lékó Péter.
2007-ben Ghertben megnyerte a német sakkbajnokságot.
2017. áprilisban 2702 Élő-ponttal a világranglista 42. helyén állt. Az eddigi legmagasabb pontszáma 2737 volt, amelyet 2013. decemberben ért el, ezzel akkor a világranglista 18. helyére került. Az ifjúsági ranglistán legjobb helyezése a 6. volt (2005. januárban).
2015. augusztus 1-től hivatalosan is Azerbajdzsán színeiben versenyez.